# Arrondissement de Verdun
Ne doit pas être confondu avec l'arrondissement Verdun de la ville de Montréal au Québec
L'arrondissement de Verdun est une division administrative française, située dans le département de la Meuse et la région Grand Est.

## Composition

### Composition avant 2015
Liste des 15 cantons de l'arrondissement de Verdun :
- canton de Charny-sur-Meuse ;
- canton de Clermont-en-Argonne ;
- canton de Damvillers ;
- canton de Dun-sur-Meuse ;
- canton d'Étain ;
- canton de Fresnes-en-Woëvre ;
- canton de Montfaucon-d'Argonne ;
- canton de Montmédy ;
- canton de Souilly ;
- canton de Spincourt ;
- canton de Stenay ;
- canton de Varennes-en-Argonne ;
- canton de Verdun-Centre ;
- canton de Verdun-Est ;
- canton de Verdun-Ouest.

### Découpage communal depuis 2015
Depuis 2015, le nombre de communes des arrondissements varie chaque année soit du fait du redécoupage cantonal de 2014 qui a conduit à l'ajustement de périmètres de certains arrondissements, soit à la suite de la création de communes nouvelles. Le nombre de communes de l'arrondissement de Verdun est ainsi de 255 en 2015 et 254 en 2019.
Au 1er janvier 2024, l'arrondissement groupe les 254 communes suivantes :
1. Abaucourt-Hautecourt
2. Aincreville
3. Ambly-sur-Meuse
4. Amel-sur-l'Étang
5. Ancemont
6. Arrancy-sur-Crusnes
7. Aubréville
8. Autréville-Saint-Lambert
9. Avillers-Sainte-Croix
10. Avioth
11. Avocourt
12. Azannes-et-Soumazannes
13. Baâlon
14. Bantheville
15. Baulny
16. Bazeilles-sur-Othain
17. Beauclair
18. Beaufort-en-Argonne
19. Beaumont-en-Verdunois
20. Belleray
21. Belleville-sur-Meuse
22. Belrupt-en-Verdunois
23. Béthelainville
24. Béthincourt
25. Bezonvaux
26. Billy-sous-Mangiennes
27. Blanzée
28. Boinville-en-Woëvre
29. Bonzée
30. Bouligny
31. Boureuilles
32. Brabant-en-Argonne
33. Brabant-sur-Meuse
34. Brandeville
35. Braquis
36. Bras-sur-Meuse
37. Bréhéville
38. Breux
39. Brieulles-sur-Meuse
40. Brocourt-en-Argonne
41. Brouennes
42. Buzy-Darmont
43. Cesse
44. Champneuville
45. Charny-sur-Meuse
46. Charpentry
47. Châtillon-sous-les-Côtes
48. Chattancourt
49. Chaumont-devant-Damvillers
50. Chauvency-le-Château
51. Chauvency-Saint-Hubert
52. Cheppy
53. Cierges-sous-Montfaucon
54. Le Claon
55. Clermont-en-Argonne
56. Cléry-le-Grand
57. Cléry-le-Petit
58. Combres-sous-les-Côtes
59. Consenvoye
60. Cuisy
61. Cumières-le-Mort-Homme
62. Cunel
63. Damloup
64. Damvillers
65. Dannevoux
66. Delut
67. Dieppe-sous-Douaumont
68. Dieue-sur-Meuse
69. Dombasle-en-Argonne
70. Dombras
71. Dommartin-la-Montagne
72. Dommary-Baroncourt
73. Domremy-la-Canne
74. Doncourt-aux-Templiers
75. Douaumont-Vaux
76. Doulcon
77. Dugny-sur-Meuse
78. Dun-sur-Meuse
79. Duzey
80. Écouviez
81. Écurey-en-Verdunois
82. Eix
83. Les Éparges
84. Épinonville
85. Esnes-en-Argonne
86. Étain
87. Éton
88. Étraye
89. Flassigny
90. Fleury-devant-Douaumont
91. Foameix-Ornel
92. Fontaines-Saint-Clair
93. Forges-sur-Meuse
94. Fresnes-en-Woëvre
95. Froidos
96. Fromeréville-les-Vallons
97. Fromezey
98. Futeau
99. Génicourt-sur-Meuse
100. Gercourt-et-Drillancourt
101. Gesnes-en-Argonne
102. Gincrey
103. Gouraincourt
104. Gremilly
105. Grimaucourt-en-Woëvre
106. Gussainville
107. Halles-sous-les-Côtes
108. Han-lès-Juvigny
109. Hannonville-sous-les-Côtes
110. Harville
111. Haudainville
112. Haudiomont
113. Haumont-près-Samogneux
114. Heippes
115. Hennemont
116. Herbeuville
117. Herméville-en-Woëvre
118. Inor
119. Iré-le-Sec
120. Les Islettes
121. Jametz
122. Jouy-en-Argonne
123. Julvécourt
124. Juvigny-sur-Loison
125. Labeuville
126. Lachalade
127. Lamouilly
128. Landrecourt-Lempire
129. Laneuville-sur-Meuse
130. Lanhères
131. Latour-en-Woëvre
132. Lemmes
133. Liny-devant-Dun
134. Lion-devant-Dun
135. Lissey
136. Loison
137. Louppy-sur-Loison
138. Louvemont-Côte-du-Poivre
139. Luzy-Saint-Martin
140. Maizeray
141. Malancourt
142. Mangiennes
143. Manheulles
144. Marchéville-en-Woëvre
145. Marre
146. Martincourt-sur-Meuse
147. Marville
148. Maucourt-sur-Orne
149. Merles-sur-Loison
150. Milly-sur-Bradon
151. Mogeville
152. Moirey-Flabas-Crépion
153. Montblainville
154. Mont-devant-Sassey
155. Montfaucon-d'Argonne
156. Les Monthairons
157. Montigny-devant-Sassey
158. Montmédy
159. Montzéville
160. Moranville
161. Morgemoulin
162. Mouilly
163. Moulainville
164. Moulins-Saint-Hubert
165. Moulotte
166. Mouzay
167. Murvaux
168. Muzeray
169. Nantillois
170. Nepvant
171. Le Neufour
172. Neuvilly-en-Argonne
173. Nixéville-Blercourt
174. Nouillonpont
175. Olizy-sur-Chiers
176. Ornes
177. Osches
178. Pareid
179. Parfondrupt
180. Peuvillers
181. Pillon
182. Pintheville
183. Pouilly-sur-Meuse
184. Quincy-Landzécourt
185. Rambluzin-et-Benoite-Vaux
186. Rarécourt
187. Récicourt
188. Récourt-le-Creux
189. Regnéville-sur-Meuse
190. Remoiville
191. Réville-aux-Bois
192. Riaville
193. Romagne-sous-les-Côtes
194. Romagne-sous-Montfaucon
195. Ronvaux
196. Rouvres-en-Woëvre
197. Rouvrois-sur-Othain
198. Rupt-en-Woëvre
199. Rupt-sur-Othain
200. Saint-André-en-Barrois
201. Saint-Hilaire-en-Woëvre
202. Saint-Jean-lès-Buzy
203. Saint-Laurent-sur-Othain
204. Saint-Pierrevillers
205. Saint-Remy-la-Calonne
206. Samogneux
207. Sassey-sur-Meuse
208. Saulmory-Villefranche
209. Saulx-lès-Champlon
210. Senon
211. Senoncourt-les-Maujouy
212. Septsarges
213. Sivry-la-Perche
214. Sivry-sur-Meuse
215. Sommedieue
216. Sorbey
217. Les Souhesmes-Rampont
218. Souilly
219. Spincourt
220. Stenay
221. Thierville-sur-Meuse
222. Thillot
223. Thonne-la-Long
224. Thonne-les-Près
225. Thonne-le-Thil
226. Thonnelle
227. Tilly-sur-Meuse
228. Trésauvaux
229. Vacherauville
230. Vadelaincourt
231. Varennes-en-Argonne
232. Vaudoncourt
233. Vauquois
234. Velosnes
235. Verdun
236. Verneuil-Grand
237. Verneuil-Petit
238. Véry
239. Vigneul-sous-Montmédy
240. Villécloye
241. Ville-devant-Chaumont
242. Ville-en-Woëvre
243. Villers-devant-Dun
244. Villers-lès-Mangiennes
245. Villers-sous-Pareid
246. Villers-sur-Meuse
247. Ville-sur-Cousances
248. Vilosnes-Haraumont
249. Vittarville
250. Warcq
251. Watronville
252. Wavrille
253. Wiseppe
254. Woël

## Démographie
En 2022, l'arrondissement comptait 81 872 habitants.
| 1968   | 1975   | 1982   | 1990   | 1999   | 2006   | 2011   | 2016   | 2021   |
| ------ | ------ | ------ | ------ | ------ | ------ | ------ | ------ | ------ |
| 93 712 | 91 271 | 87 567 | 84 986 | 83 953 | 86 211 | 87 208 | 85 564 | 82 317 |

| 2022   | - | - | - | - | - | - | - | - |
| ------ | - | - | - | - | - | - | - | - |
| 81 872 | - | - | - | - | - | - | - | - |

## Sous-préfets
L'administration de l'arrondissement est confiée à un sous-préfet.